# Monfaucon (Hautes-Pyrénées)
Site web pour Monfaucon en Bigorre
Pour les articles homonymes, voir Monfaucon.
Monfaucon est une commune française située dans le nord du département des Hautes-Pyrénées, en région Occitanie. Sur le plan historique et culturel, la commune est dans le pays de Rivière-Basse, qui s’allonge dans la moyenne vallée de l’Adour, à l’endroit où le fleuve marque un coude pour s’orienter vers l’Aquitaine.
Exposée à un climat océanique altéré, elle est drainée par le canal d'Alaric, l'Estéous, le ruisseau de Larribet et par divers autres petits cours d'eau.
Monfaucon est une commune rurale qui compte 203 habitants en 2022, après avoir connu un pic de population de 1 020 habitants en 1806. Elle fait partie de l'aire d'attraction de Tarbes. Ses habitants sont appelés les Monfauconnais ou  Monfauconnaises.

## Géographie

### Localisation
La commune de Monfaucon se trouve dans le département des Hautes-Pyrénées, en région Occitanie.
Elle se situe à 25 km à vol d'oiseau de Tarbes, préfecture du département, et à 7 km de Maubourguet, bureau centralisateur du canton du Val d'Adour-Rustan-Madiranais dont dépend la commune depuis 2015 pour les élections départementales.
La commune fait en outre partie du bassin de vie de Vic-en-Bigorre.
Les communes les plus proches sont : 
Barbachen (2,2 km), Ansost (2,2 km), Buzon (2,3 km), Sauveterre (2,6 km), Gensac (3,4 km), Lafitole (3,5 km), Beccas (4,0 km), Sembouès (4,0 km).
Sur le plan historique et culturel, Monfaucon fait partie du pays de Rivière-Basse, qui s’allonge dans la moyenne vallée de l’Adour, à l’endroit où le fleuve marque un coude pour s’orienter vers l’Aquitaine.

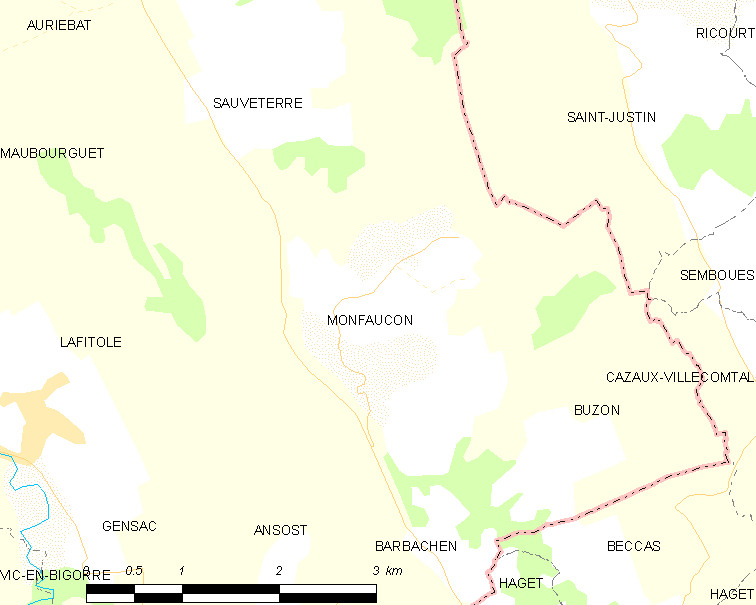
Carte de la commune de Monfaucon et des proches communes.

|          | Sauveterre | Saint-Justin (Gers) |
| Lafitole | Monfaucon  | Buzon               |
| Gensac   | Ansost     | Barbachen           |

### Hydrographie
La commune est dans le bassin de l'Adour, au sein du bassin hydrographique Adour-Garonne. Elle est drainée par le canal d'Alaric, l'Estéous, le ruisseau de Larribet et par divers petits cours d'eau, constituant un réseau hydrographique de 11 km de longueur totale,.
Le canal d'Alaric, d'une longueur totale de 73,7 km, prend sa source dans la commune de Pouzac et s'écoule vers le nord. Il traverse la commune et se jette dans l'Adour à Izotges, après avoir traversé 38 communes.
L'Estéous, d'une longueur totale de 45,3 km, prend sa source dans la commune de Souyeaux et s'écoule vers le nord-est. Il traverse la commune et se jette dans l'Adour à Labatut-Rivière, après avoir traversé 29 communes.

### Climat
Le climat est tempéré de type océanique, en raison de l'influence proche de l'océan Atlantique situé à peu près 150 km plus à l'ouest. La proximité des Pyrénées fait que la commune profite d'un effet de foehn, il peut aussi y neiger en hiver, même si cela reste inhabituel.
| Mois                              | jan.  | fév.  | mars  | avril | mai   | juin  | jui.  | août  | sep.  | oct.  | nov.  | déc.  | année   |
| --------------------------------- | ----- | ----- | ----- | ----- | ----- | ----- | ----- | ----- | ----- | ----- | ----- | ----- | ------- |
| Température minimale moyenne (°C) | 0,6   | 1,3   | 2,7   | 5,2   | 8,3   | 11,6  | 14,1  | 13,9  | 11,7  | 8     | 3,6   | 1,3   | 6,9     |
| Température moyenne (°C)          | 5,3   | 6,1   | 7,8   | 10    | 13,3  | 16,7  | 19,3  | 19    | 17,2  | 13,3  | 8,5   | 5,8   | 11,9    |
| Température maximale moyenne (°C) | 9,9   | 11    | 12,9  | 14,8  | 18,3  | 21,7  | 24,5  | 24    | 22,6  | 18,6  | 13,4  | 10,4  | 16,8    |
| Ensoleillement (h)                | 108,8 | 118,8 | 155,6 | 157,2 | 181,3 | 191,5 | 215,5 | 196,4 | 194,5 | 164,4 | 124,4 | 104,4 | 1 912,8 |
| Précipitations (mm)               | 112,8 | 97,5  | 100,2 | 105,7 | 113,6 | 80,7  | 57,3  | 70,3  | 71    | 85,2  | 93    | 112,1 | 1 099,4 |

### Milieux naturels et biodiversité
Aucun espace naturel présentant un intérêt patrimonial n'est recensé sur la commune dans l'inventaire national du patrimoine naturel,,.

## Urbanisme

### Typologie
Au 1er janvier 2024, Monfaucon est catégorisée commune rurale à habitat dispersé, selon la nouvelle grille communale de densité à sept niveaux définie par l'Insee en 2022.
Elle est située hors unité urbaine. Par ailleurs la commune fait partie de l'aire d'attraction de Tarbes, dont elle est une commune de la couronne,. Cette aire, qui regroupe 153 communes, est catégorisée dans les aires de 50 000 à moins de 200 000 habitants,.

### Occupation des sols
L'occupation des sols de la commune, telle qu'elle ressort de la base de données européenne d’occupation biophysique des sols Corine Land Cover (CLC), est marquée par l'importance des territoires agricoles (93 % en 2018), une proportion identique à celle de 1990 (93 %). La répartition détaillée en 2018 est la suivante : 
terres arables (57,4 %), zones agricoles hétérogènes (35,2 %), forêts (7 %), prairies (0,4 %).
L'IGN met par ailleurs à disposition un outil en ligne permettant de comparer l’évolution dans le temps de l’occupation des sols de la commune (ou de territoires à des échelles différentes). Plusieurs époques sont accessibles sous forme de cartes ou photos aériennes : la carte de Cassini (XVIIIe siècle), la carte d'état-major (1820-1866) et la période actuelle (1950 à aujourd'hui).

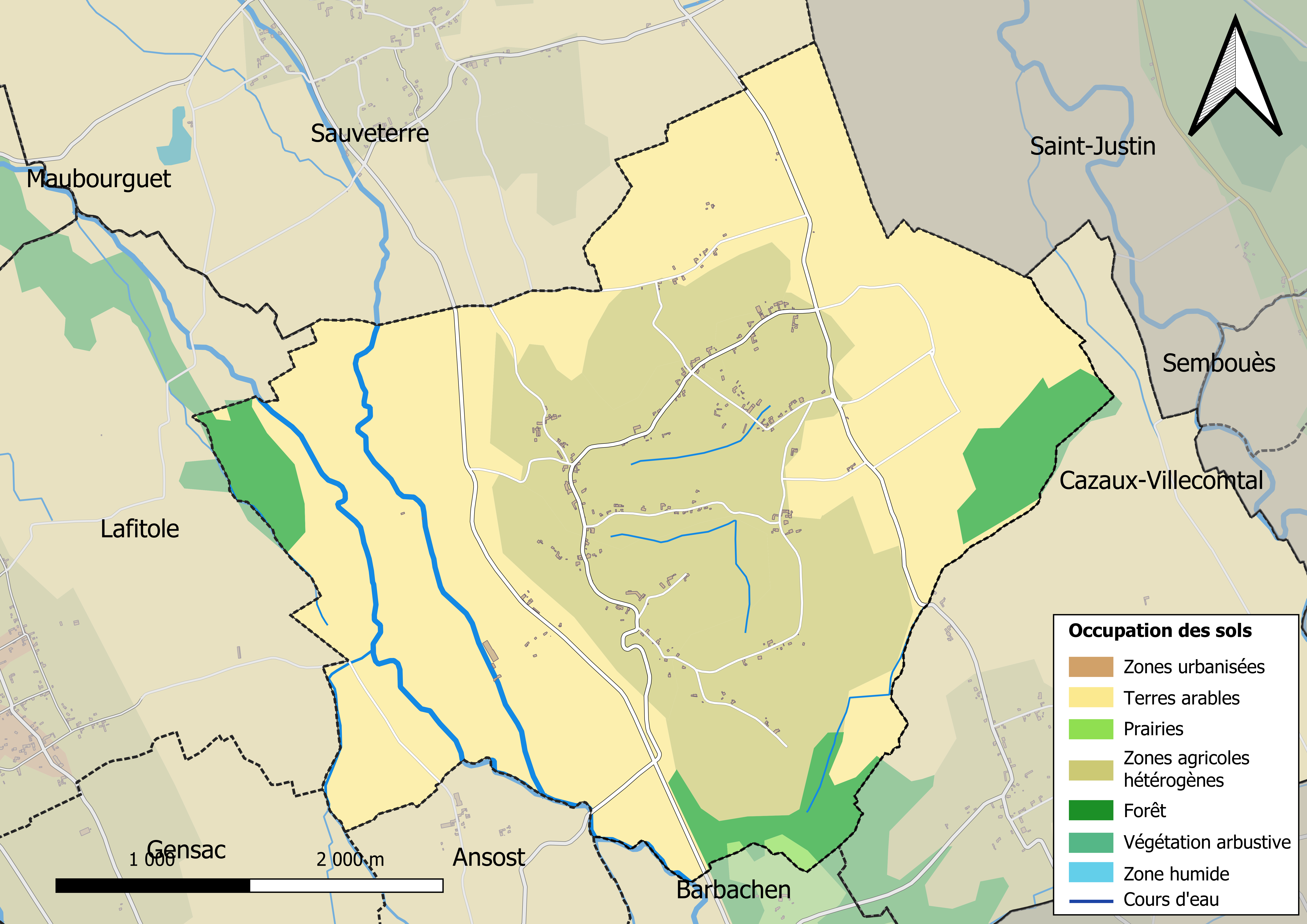
Carte des infrastructures et de l'occupation des sols en 2018 (CLC) de la commune.
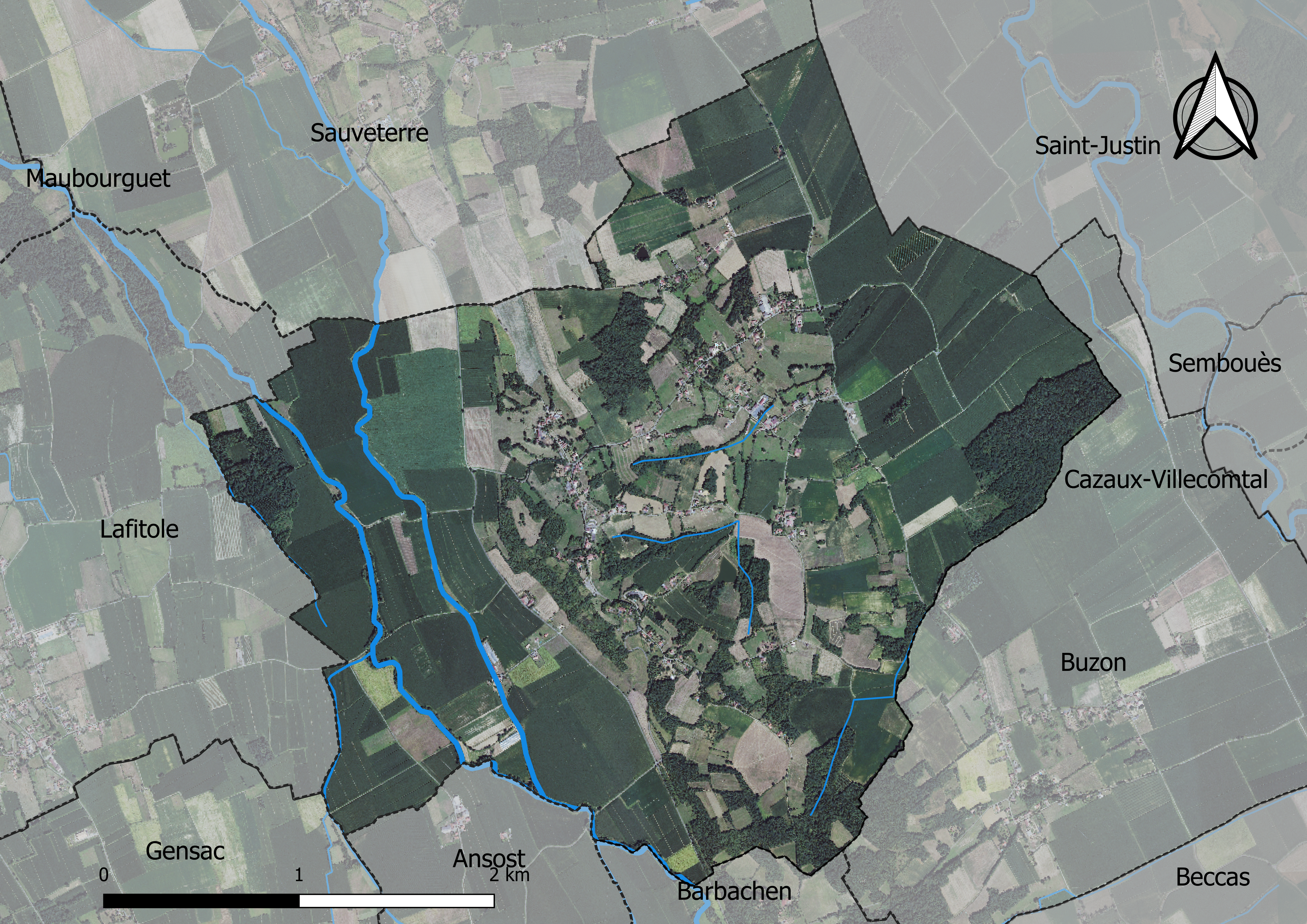
Carte orthophotogrammétrique de la commune.

### Logement
En 2012, le nombre total de logements dans la commune est de 106.

Parmi ces logements, 77,1 % sont des résidences principales, 12,4 % des résidences secondaires et 10,5 % des logements vacants.

### Risques naturels et technologiques
Un séisme de magnitude 4,2 sur l'échelle ouverte de Richter a été enregistré à 3 h 57 du matin le dimanche 18 mai 2008 sur le territoire de la commune.

### Voies de communication et transports
Cette commune est desservie par les routes départementales D 5, D 31 et D 505.

## Toponymie

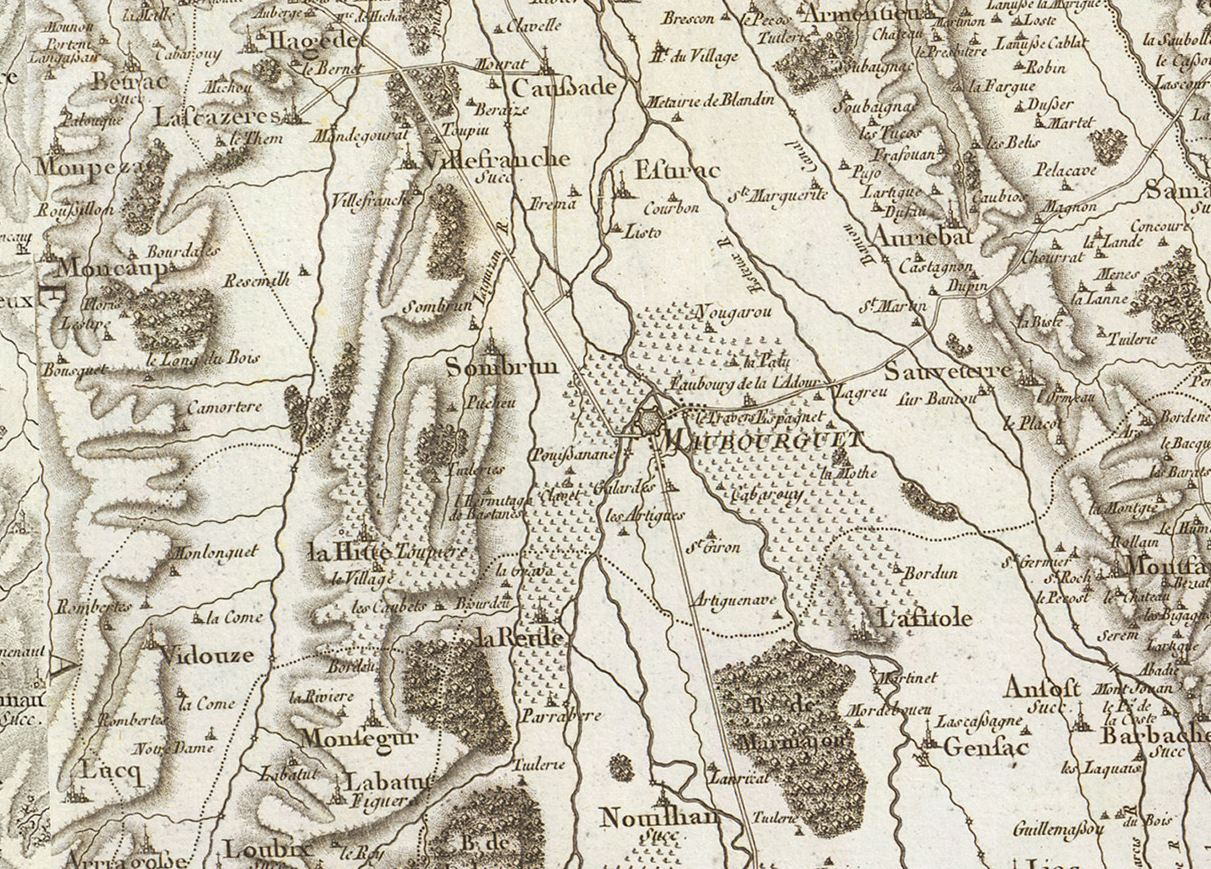
Extrait de la carte de Cassini (entre 1756 et 1789) situant Monfaucon à l'est de Maubourguet.

On trouvera les principales informations dans le Dictionnaire toponymique des communes des Hautes-Pyrénées de Michel Grosclaude et Jean-François Le Nail qui rapporte les dénominations historiques du village :
Dénominations historiques :
- Mont Faucoo (1285, montre Bigorre) ;
- de Montefalcone, latin (1300, enquête Bigorre) ;
- De Monte Falcone Castri Veteris et De Monte Falcone Castri et Uille Domini Regis, latin (1313, Debita regi Navarre) ;
- ecclesia Montis Falconis, latin (1342, pouillé Tarbes ; etc.) ;
- Montfaucon, Mont Faucon (1429, censier Bigorre) ;
- Montfaucon (fin XVIIIe siècle, carte de Cassini).

Étymologie : dénomination féodale, probablement dissuasive, de mont + faucon (même sens qu'en français).

Nom occitan : Montfaucon.

## Histoire

### Cadastre napoléonien de Monfaucon
Le plan cadastral napoléonien de Monfaucon est consultable sur le site des archives départementales des Hautes-Pyrénées.

## Politique et administration

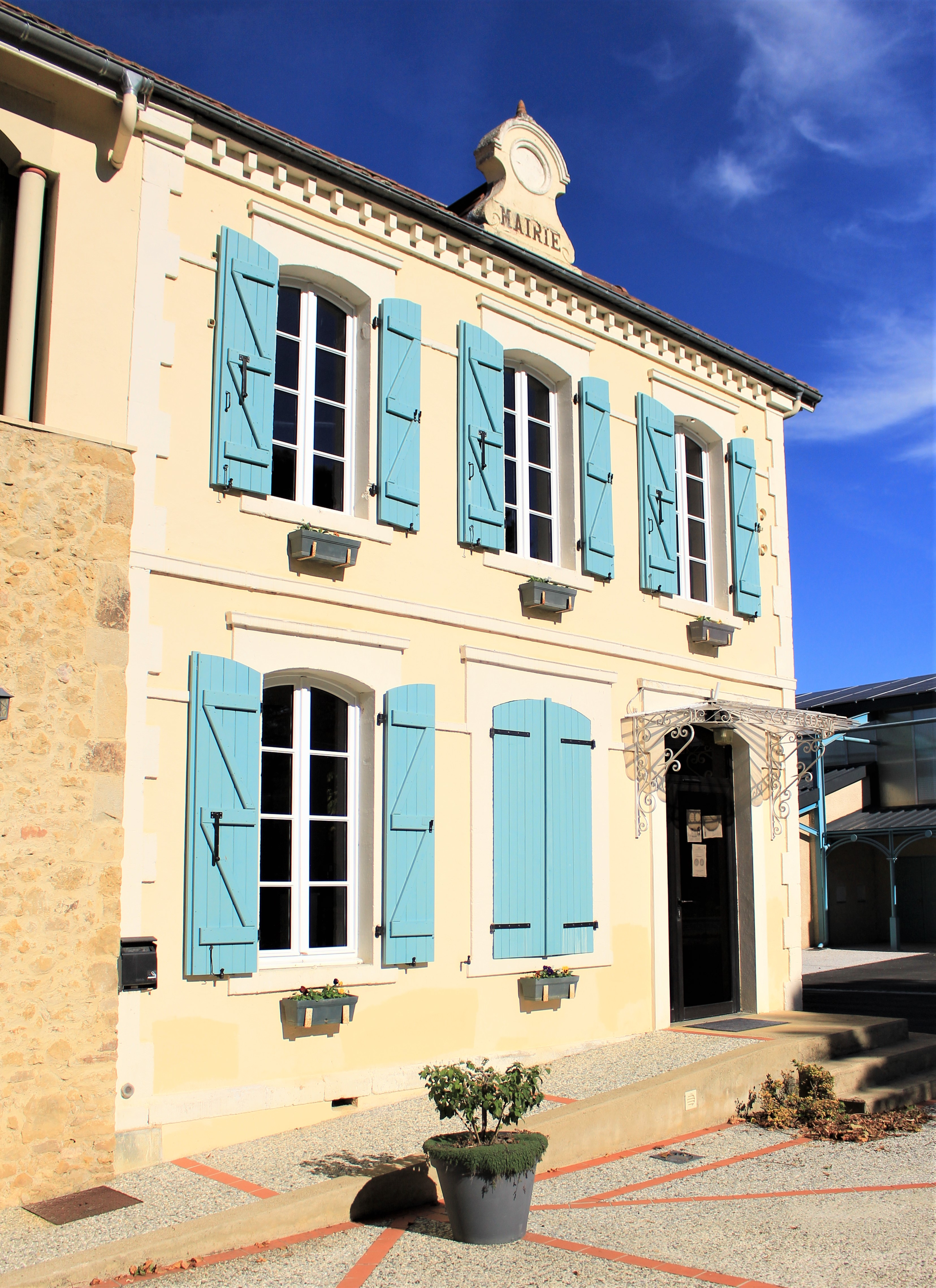
La mairie en 2022.

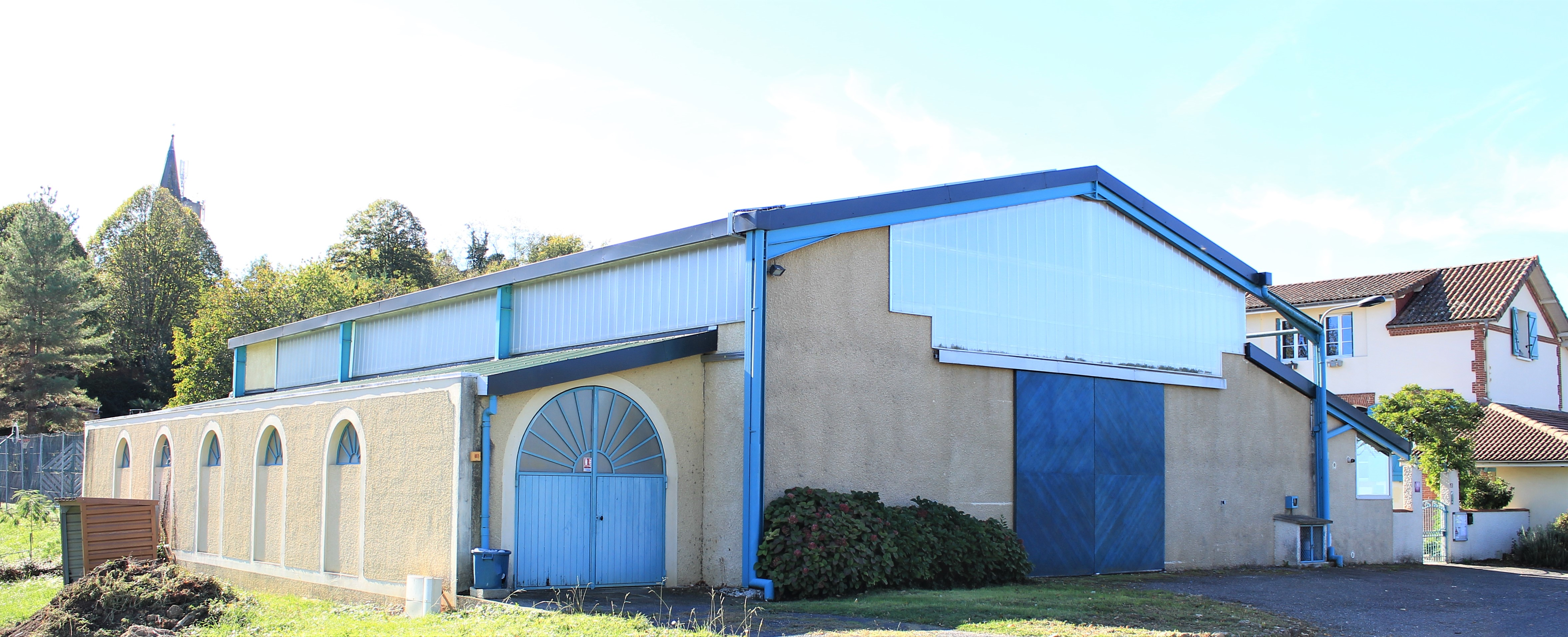
Le foyer rural en 2022

### Liste des maires
| Période                                  | Période  | Identité          | Étiquette | Qualité            |
| ---------------------------------------- | -------- | ----------------- | --------- | ------------------ |
| Les données manquantes sont à compléter. |          |                   |           |                    |
|                                          |          |                   |           |                    |
| mars 2001                                | En cours | Roland Dubertrand | SE        | Conseiller général |

### Rattachements administratifs et électoraux

#### Historique administratif
Pays et sénéchaussée de Bigorre, quarteron de Vic, canton de Rabastens (depuis1790).

#### Intercommunalité
Monfaucon appartient à la communauté de communes Adour Madiran créée en janvier 2017 qui a la particularité de réunir 72 communes de Bigorre et Béarn.

## Population et société

### Démographie

#### Évolution démographique
| 1793 | 1800 | 1806  | 1821 | 1831 | 1836 | 1841 | 1846 | 1851 |
| ---- | ---- | ----- | ---- | ---- | ---- | ---- | ---- | ---- |
| 829  | 826  | 1 020 | 867  | 812  | 823  | 762  | 775  | 756  |

| 1856 | 1861 | 1866 | 1876 | 1881 | 1886 | 1891 | 1896 | 1901 |
| ---- | ---- | ---- | ---- | ---- | ---- | ---- | ---- | ---- |
| 739  | 684  | 677  | 616  | 607  | 573  | 535  | 510  | 461  |

| 1906 | 1911 | 1921 | 1926 | 1931 | 1936 | 1946 | 1954 | 1962 |
| ---- | ---- | ---- | ---- | ---- | ---- | ---- | ---- | ---- |
| 436  | 393  | 316  | 308  | 291  | 276  | 238  | 234  | 189  |

| 1968 | 1975 | 1982 | 1990 | 1999 | 2006 | 2011 | 2016 | 2021 |
| ---- | ---- | ---- | ---- | ---- | ---- | ---- | ---- | ---- |
| 167  | 145  | 160  | 162  | 163  | 211  | 217  | 214  | 206  |

| 2022 | - | - | - | - | - | - | - | - |
| ---- | - | - | - | - | - | - | - | - |
| 203  | - | - | - | - | - | - | - | - |

### Enseignement

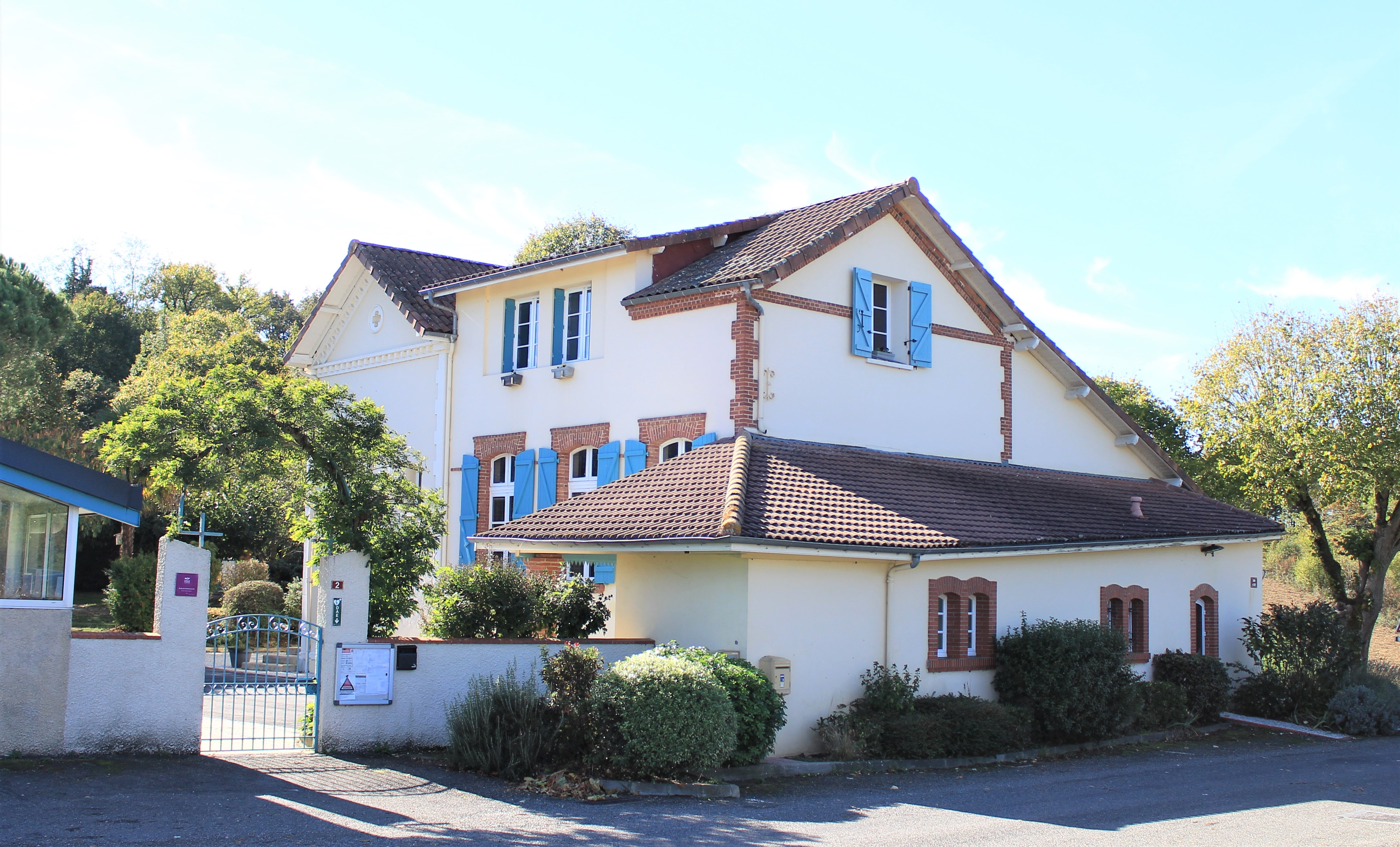
L'école élémentaire en 2022.

La commune dépend de l'académie de Toulouse. Elle dispose d’une école en 2017.
- École élémentaire.

## Économie

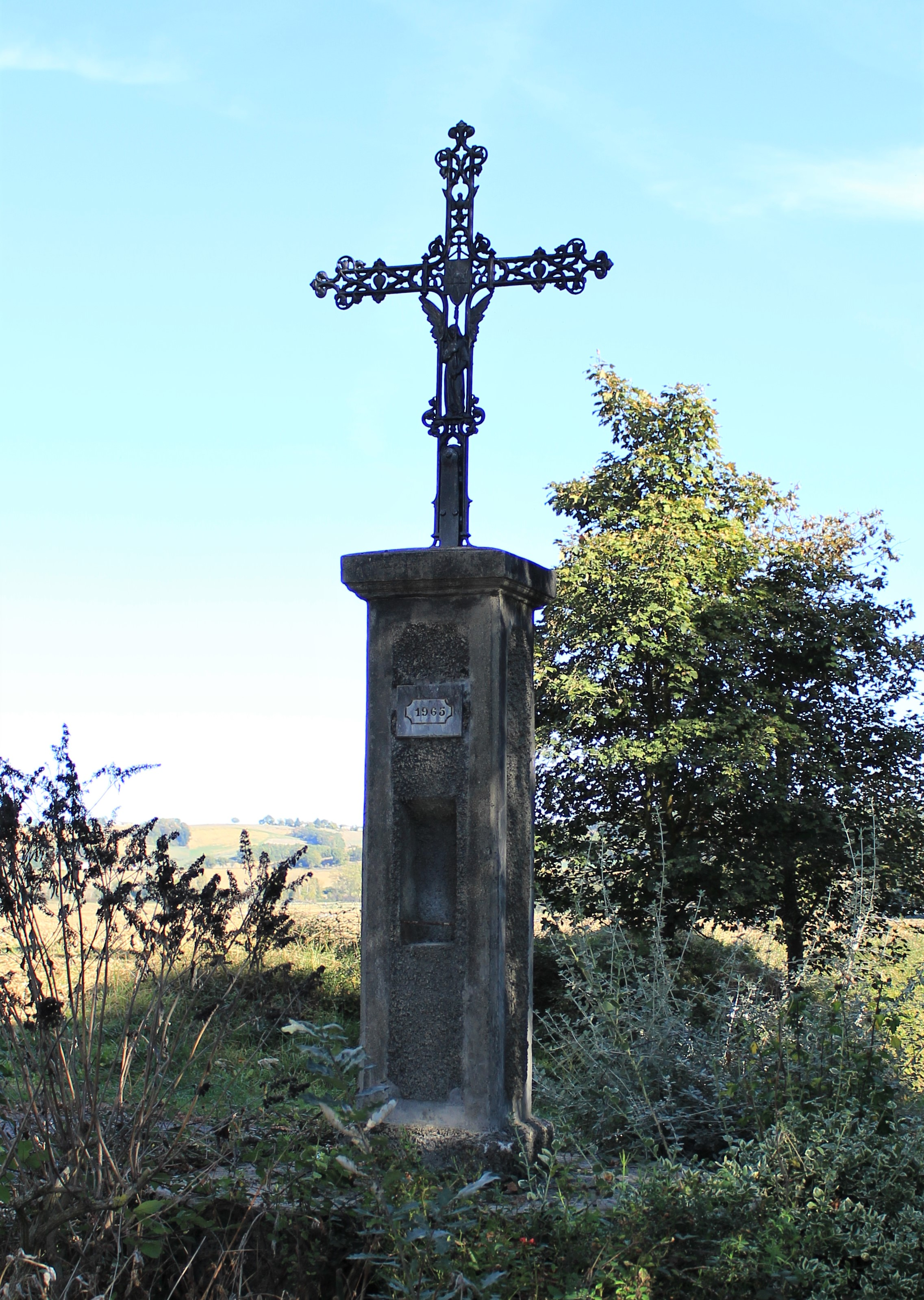
Une croix.

### Revenus
En 2018, la commune compte 80 ménages fiscaux, regroupant 213 personnes. La médiane du revenu disponible par unité de consommation est de 20 150 € (20 420 € dans le département).

### Emploi
|                | 2008  | 2013  | 2018   |
| -------------- | ----- | ----- | ------ |
| Commune        | 5,9 % | 7,7 % | 13,5 % |
| Département    | 7,7 % | 9,4 % | 9,8 %  |
| France entière | 8,3 % | 10 %  | 10 %   |

En 2018, la population âgée de 15 à 64 ans s'élève à 123 personnes, parmi lesquelles on compte 81 % d'actifs (67,5 % ayant un emploi et 13,5 % de chômeurs) et 19 % d'inactifs,. En  2018, le taux de chômage communal (au sens du recensement) des 15-64 ans est supérieur à celui du département et de la France, alors qu'en 2008 la situation était inverse.
La commune fait partie de la couronne de l'aire d'attraction de Tarbes, du fait qu'au moins 15 % des actifs travaillent dans le pôle,. Elle compte 32 emplois en 2018, contre 22 en 2013 et 35 en 2008. Le nombre d'actifs ayant un emploi résidant dans la commune est de 84, soit un indicateur de concentration d'emploi de 38,6 % et un taux d'activité parmi les 15 ans ou plus de 61,3 %.
Sur ces 84 actifs de 15 ans ou plus ayant un emploi, 24 travaillent dans la commune, soit 29 % des habitants. Pour se rendre au travail, 82,6 % des habitants utilisent un véhicule personnel ou de fonction à quatre roues, 3,5 % s'y rendent en deux-roues, à vélo ou à pied et 14 % n'ont pas besoin de transport (travail au domicile).

## Culture locale et patrimoine

### Lieux et monuments
- Église de l'Assomption de Monfaucon.
- Lavoir.

Sélection de vues de lieux et monuments de la commune.
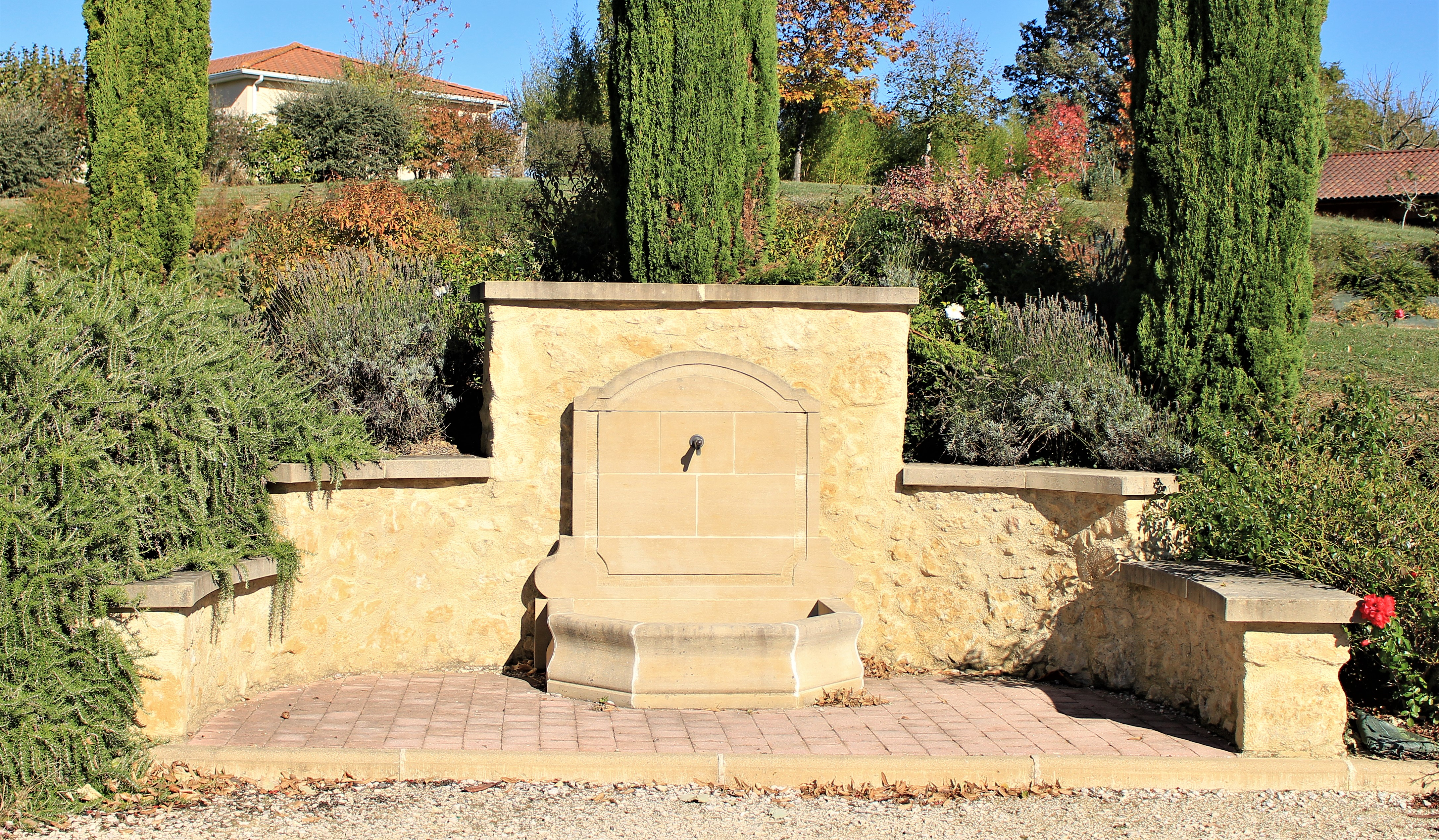
La fontaine
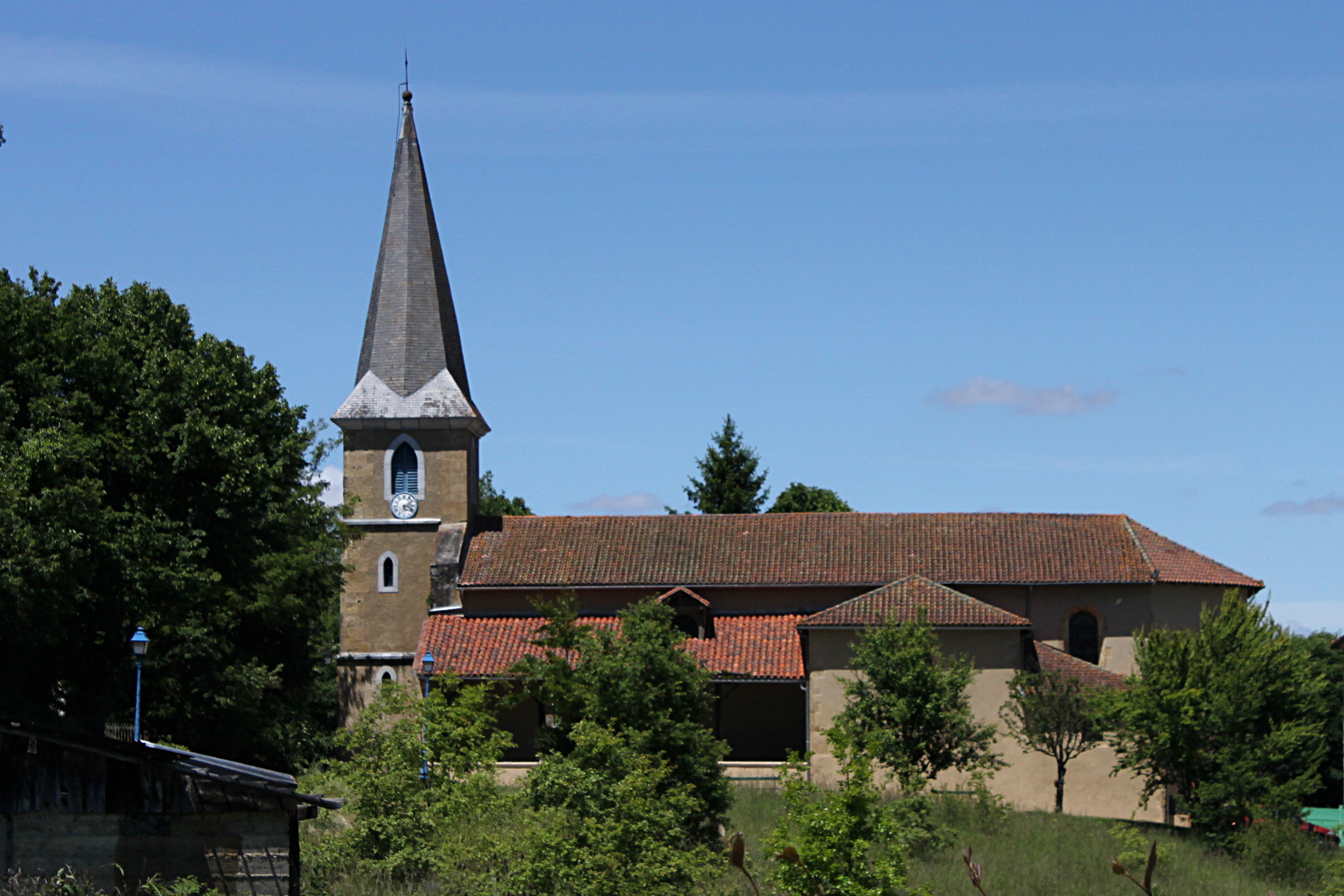
L'église de l'Assomption.
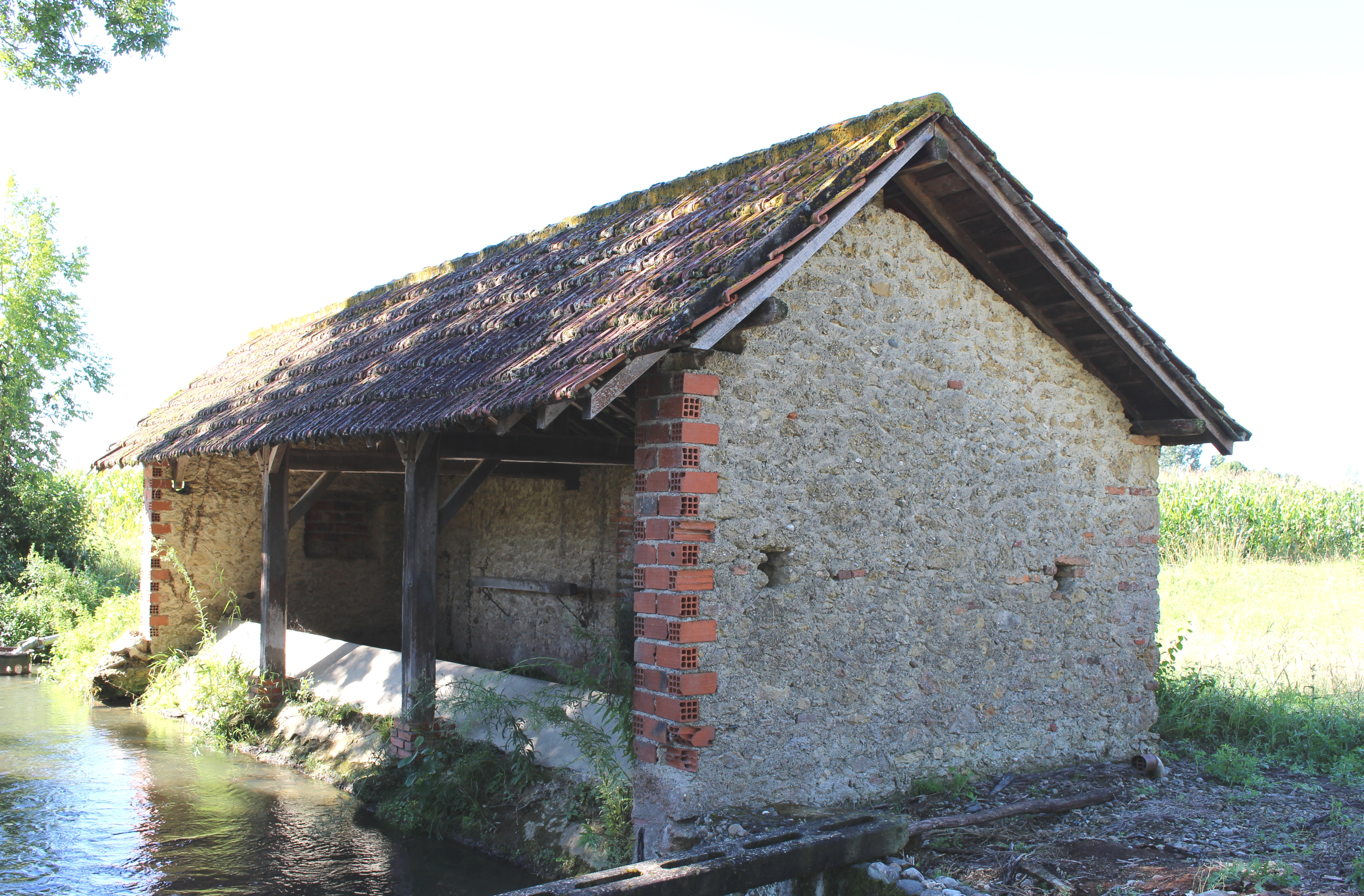
Le lavoir.
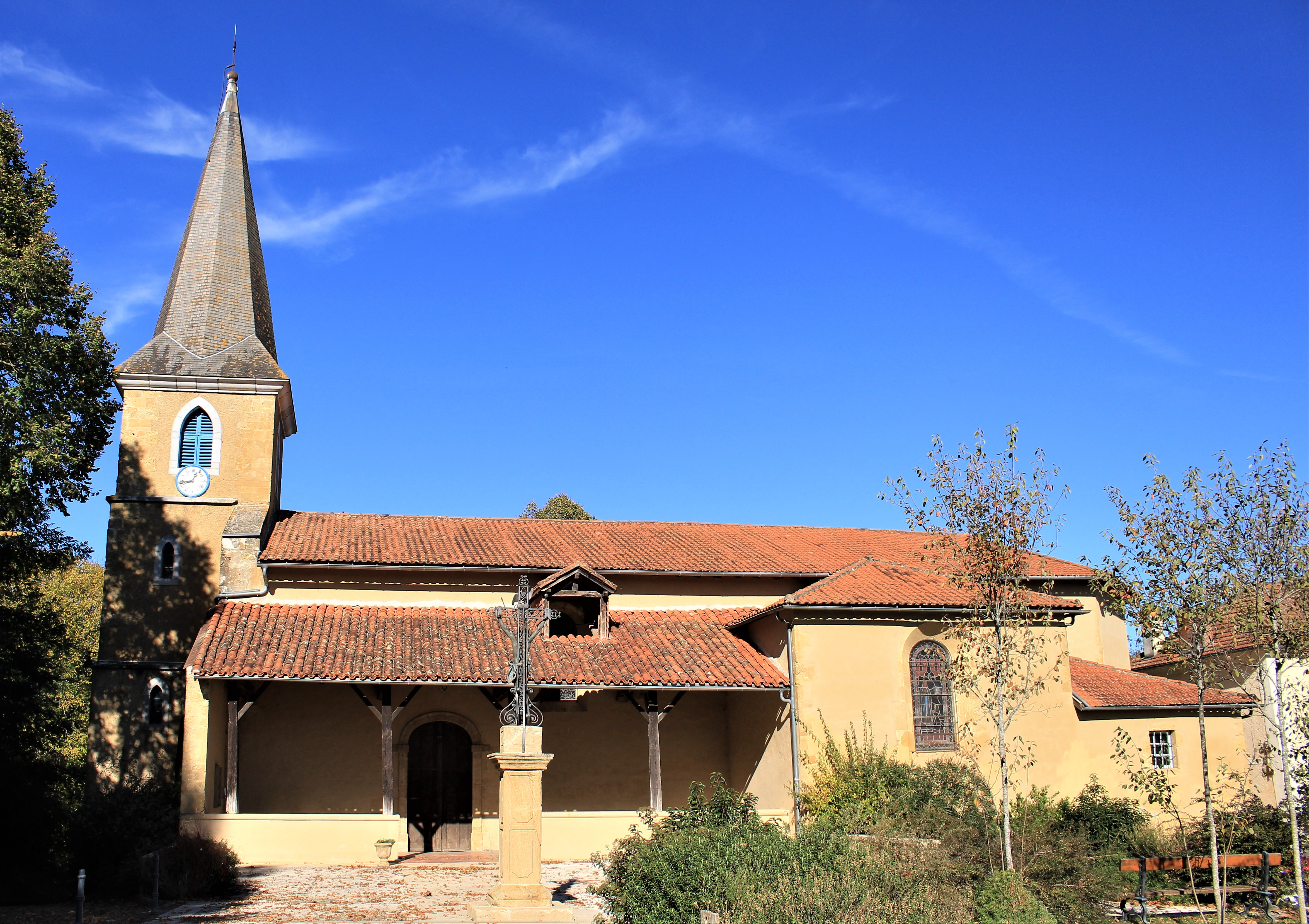
L'église de l'Assomption en 2022.
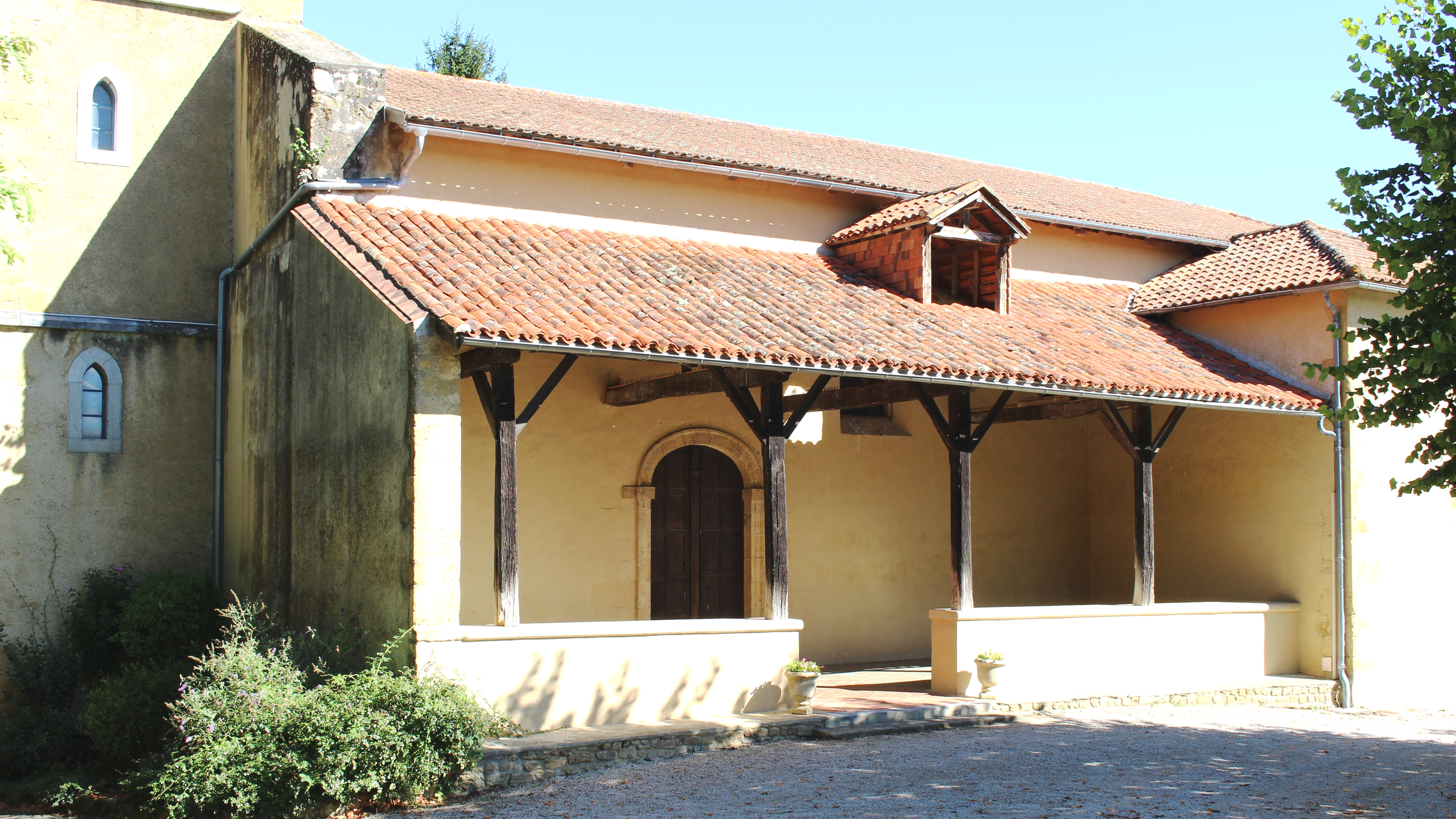
Le porche de l'Église.
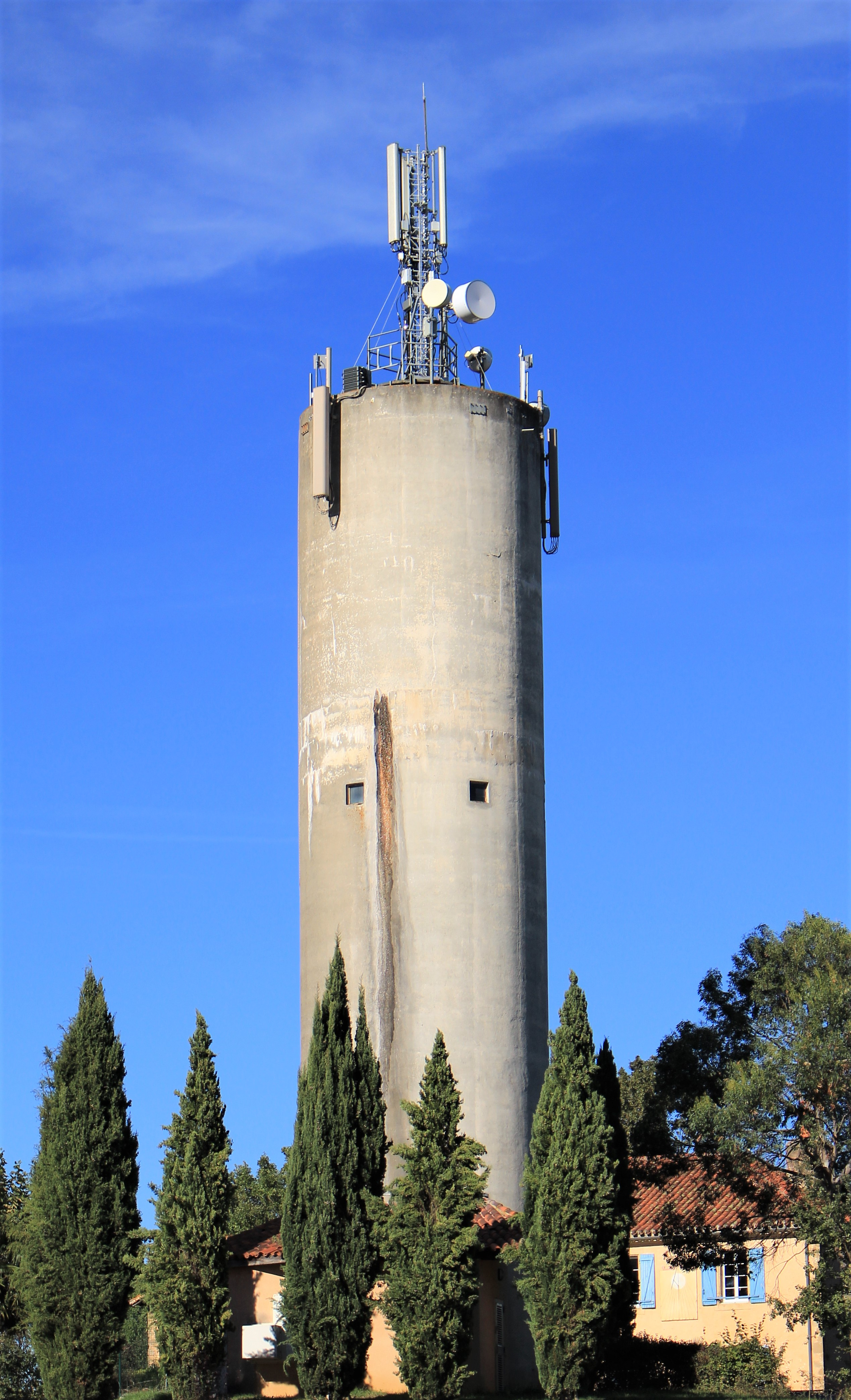
Le château d'eau.
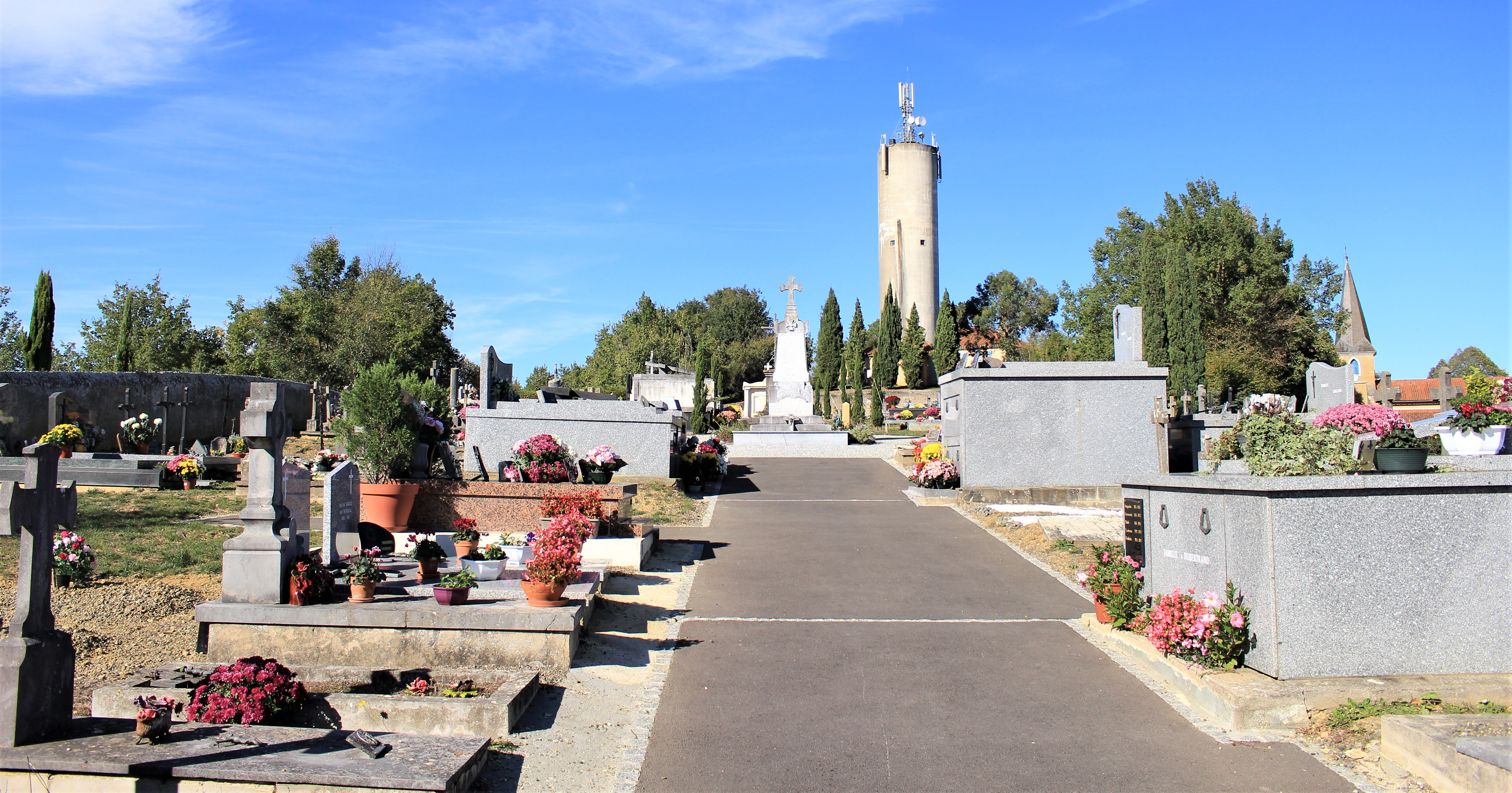
Le cimetière.
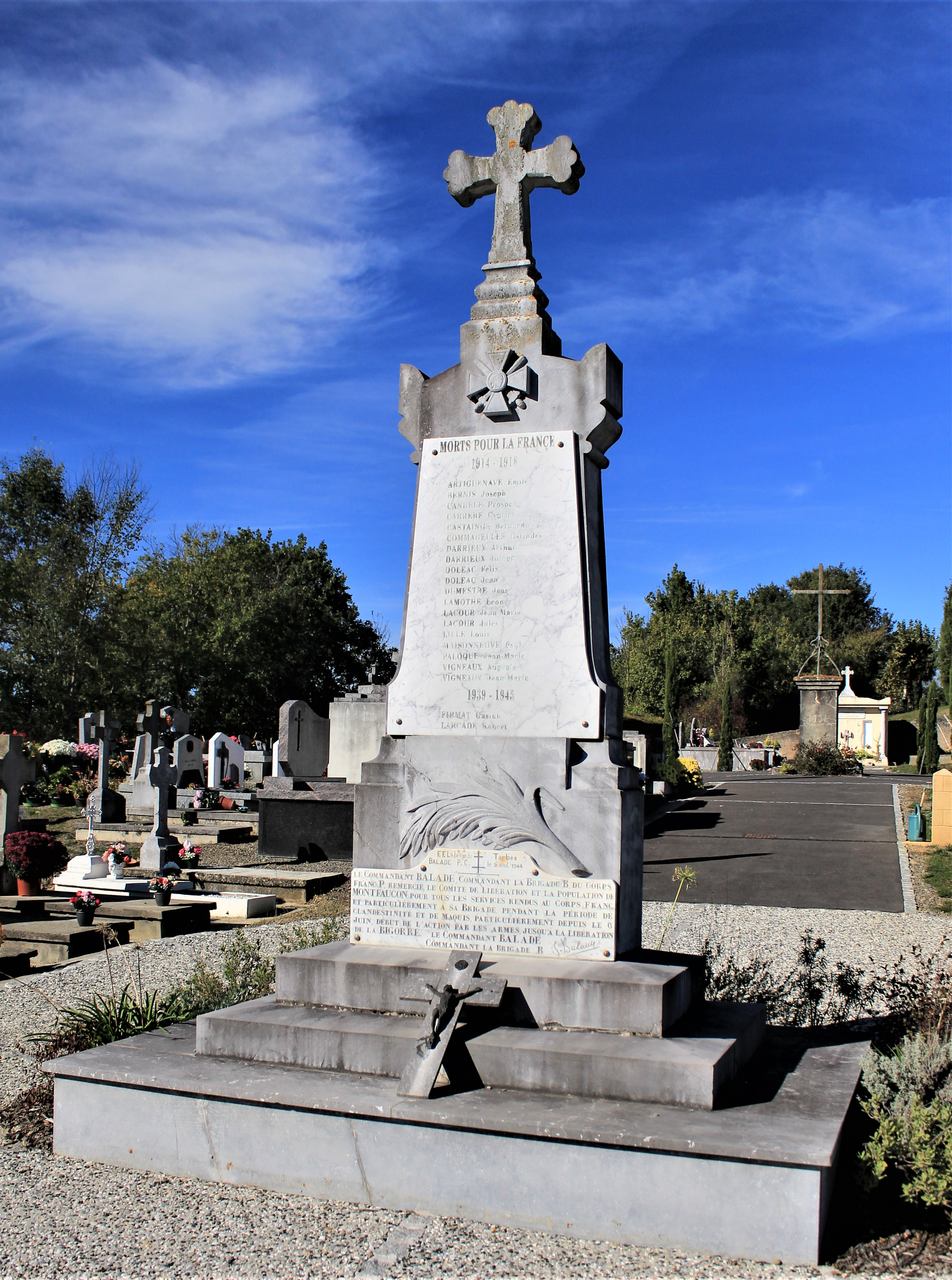
Monument aux morts.

### Héraldique
| Blason | Blasonnement : D'azur à la montagne de 3 coupeaux d'argent, celui du milieu sommé d'un faucon du même chaperonné de sable. Commentaires : Blason vérifié auprès de la commune (mai 2015). |